# 越前町立萩野小学校
越前町立萩野小学校（えちぜんちょうりつ はぎのしょうがっこう）は、福井県丹生郡越前町にある町立小学校。

## 沿革
出典
- 1887年（明治20年） - 開校。

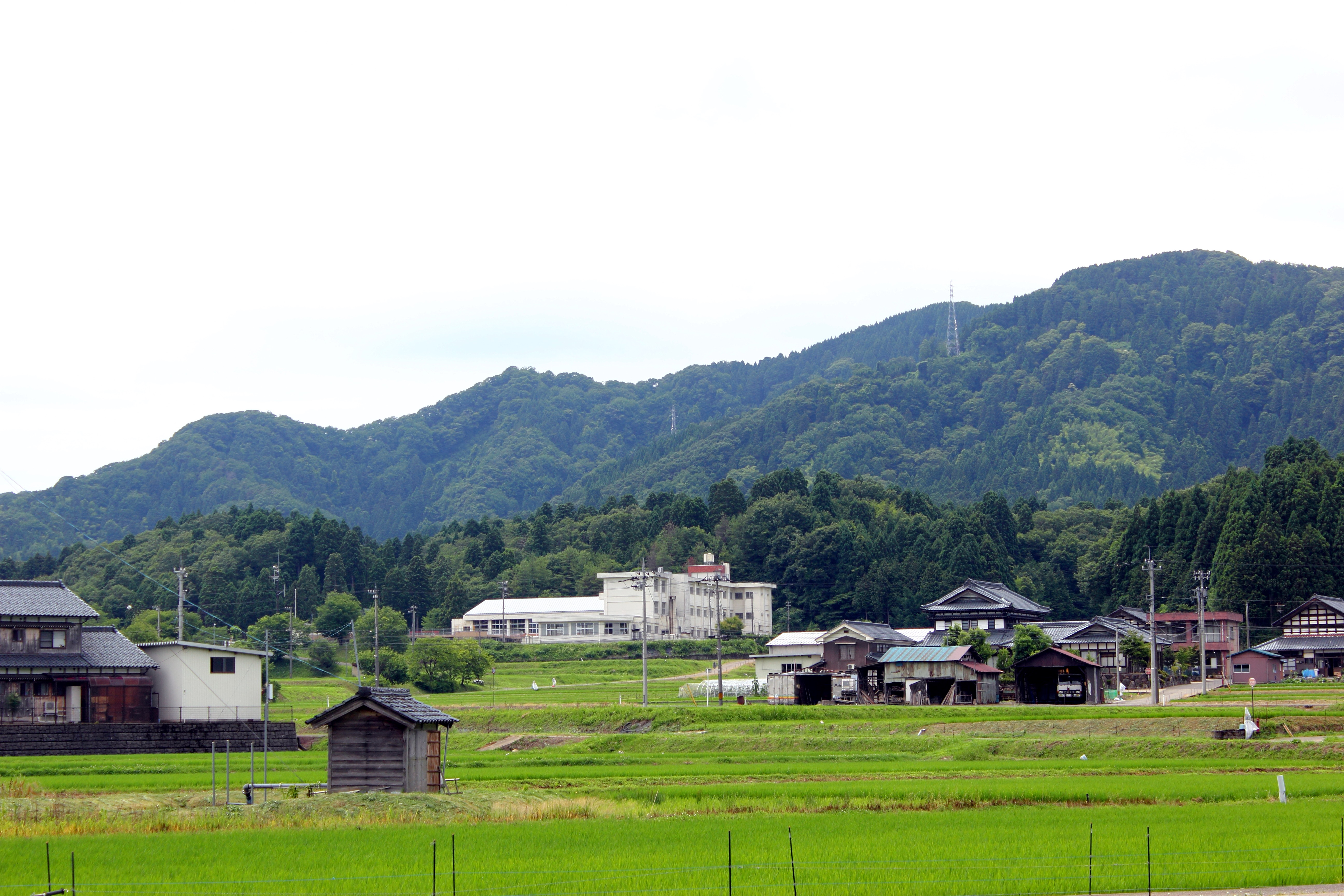
越前町立萩野小学校（遠望）

- 1924年（大正13年） - 校舎落成式挙行。
- 1947年（昭和22年） - 学制改革により、萩野村立萩野小学校と改称。
- 1951年（昭和26年）
  - 4月1日 - 町村合併により、織田村立萩野小学校と改称。
  - 11月1日 - 織田村の町制施行により、織田町立萩野小学校と改称。
- 1980年（昭和55年） - 新校舎（現校舎・「校舎1」）と体育館建築[2]。同年、落成式挙行。
- 1983年（昭和58年） - 校舎（屋外附帯）建築[2]。
- 1987年（昭和62年） - 創立百年記念式典挙行。
- 1998年（平成10年） - 校舎（校舎2）建築[2]。
- 2005年（平成17年）2月1日 - 町村合併による越前町発足により、越前町立萩野小学校と改称。

## 児童数
| 学年 | 1年 | 2年 | 3年 | 4年 | 5年 | 6年 | 合計 |
| ---- | --- | --- | --- | --- | --- | --- | ---- |
| 学級 | 1   | 0.5 | 0.5 | 0.5 | 0.5 | 1   | 4    |
| 児童 | 5   | 8   | 7   | 7   | 7   | 13  | 47   |

- 学級数「0.5」は、複式学級を表す[3]。

## 通学区域
- 細野
- 板倉
- 笹川
- 桜谷
- 西ヶ丘
- 丸山
- 萩野
- 山田
- 赤井谷
- 入尾
- 笈松
- 茗荷

## 進学先中学校
- 越前町立織田中学校

## 学校周辺
- せいがい地蔵尊
- 社会福祉法人どろっぷす はぎのこども園 - 進学先こども園
- 越前町萩野子育て支援センター
- 越前町消防団織田地区第四分団
- 福井県道3号福井大森河野線

## 交通
- 越前町コミュニティバス「チョイソコえちぜん 宮崎織田地域」で、「はぎのこども園」停留所下車後、徒歩約365m・約6分。
- 京福バス79系統「清水グリーンライン」・ほやほや号「織田ルート」で、「桜谷口」停留所下車後、学校正門まで、
  - 織田行のりばから、
    - 校地東側の田園地帯経由で、徒歩約425m・約6分。
    - はぎのこども園前経由で、徒歩約475m・約7分。

  - 清水プラント3行のりばから、徒歩約365m・約6分（最短ルート移動した場合）。
    - ただし、79系統「清水グリーンライン」は、1日1往復のみの運行。